# (513001) 2017 UT42
(513001) 2017 UT42 es un asteroide perteneciente al cinturón de asteroides, descubierto el 18 de noviembre de 2001 por el equipo del Spacewatch desde el Observatorio Nacional de Kitt Peak, Arizona, Estados Unidos.

## Designación y nombre
Designado provisionalmente como 2017 UT42.

## Características orbitales
2017 UT42 está situado a una distancia media del Sol de 3,056 ua, pudiendo alejarse hasta 3,507 ua y acercarse hasta 2,605 ua. Su excentricidad es 0,147 y la inclinación orbital 3,327 grados. Emplea 1951,76 días en completar una órbita alrededor del Sol.

## Características físicas
La magnitud absoluta de 2017 UT42 es 17,058. 